# Leandro Bacuna
Leandro Jones Johan Bacuna (Groninga, 21 agosto 1991) è un calciatore olandese, originario di Curaçao, centrocampista del Bandırmaspor e della nazionale di Curaçao.
È il fratello maggiore di Juninho. È il miglior marcatore della storia della nazionale caraibica.

## Caratteristiche tecniche
Gioca prevalentemente come terzino destro o esterno, ma può essere impiegato anche come ala offensiva in un tridente d'attacco, risultando un vero e proprio jolly. Dotato di buona velocità oltre ad avere una discreta tecnica di base, inoltre possiede un buon tiro dalla lunga distanza e buona abilità nel saper calciare i calci piazzati.

## Carriera

### Club

#### Groningen e Aston Villa
Nell'estate 2009 viene acquistato dal Groningen dove gioca in Eredivisie per quattro anni.
Il 1º luglio 2013 viene ingaggiato dall'Aston Villa.

#### Nazionale
Ha rappresentato le giovanili olandesi Under-19 e Under-21.
Il 24 marzo 2016 ha esordito ufficialmente con la nazionale di Curaçao.

## Statistiche

### Presenze e reti nei club
Statistiche aggiornate al 3 ottobre 2024.
| Stagione            | Squadra             | Campionato          | Campionato | Campionato | Coppe nazionali | Coppe nazionali | Coppe nazionali | Coppe continentali | Coppe continentali | Coppe continentali | Altre coppe | Altre coppe | Altre coppe | Totale | Totale |
| Stagione            | Squadra             | Comp                | Pres       | Reti       | Comp            | Pres            | Reti            | Comp               | Pres               | Reti               | Comp        | Pres        | Reti        | Pres   | Reti   |
| ------------------- | ------------------- | ------------------- | ---------- | ---------- | --------------- | --------------- | --------------- | ------------------ | ------------------ | ------------------ | ----------- | ----------- | ----------- | ------ | ------ |
| 2009-2010           | Groningen           | ED                  | 20+2       | 2          | CO              | 2               | 1               | -                  | -                  | -                  | -           | -           | -           | 24     | 3      |
| 2010-2011           | Groningen           | ED                  | 24+4       | 0+2        | CO              | 3               | 0               | -                  | -                  | -                  | -           | -           | -           | 31     | 2      |
| 2011-2012           | Groningen           | ED                  | 32         | 7          | CO              | 1               | 0               | -                  | -                  | -                  | -           | -           | -           | 33     | 7      |
| 2012-2013           | Groningen           | ED                  | 33+2       | 5          | CO              | 3               | 0               | -                  | -                  | -                  | -           | -           | -           | 38     | 5      |
| 2013-2014           | Aston Villa         | PL                  | 35         | 5          | FACup+CdL       | 1+2             | 0+0             | -                  | -                  | -                  | -           | -           | -           | 38     | 5      |
| 2014-2015           | Aston Villa         | PL                  | 19         | 0          | FACup+CdL       | 6+1             | 1+0             | -                  | -                  | -                  | -           | -           | -           | 26     | 1      |
| 2015-2016           | Aston Villa         | PL                  | 31         | 1          | FACup+CdL       | 2+2             | 0+0             | -                  | -                  | -                  | -           | -           | -           | 35     | 1      |
| 2016-2017           | Aston Villa         | FLC                 | 30         | 1          | FACup+CdL       | 1+0             | 0+0             | -                  | -                  | -                  | -           | -           | -           | 31     | 1      |
| ago. 2017           | Aston Villa         | FLC                 | 1          | 0          | FACup+CdL       | -               | -               | -                  | -                  | -                  | -           | -           | -           | 1      | 0      |
| Totale Aston Villa  | Totale Aston Villa  | Totale Aston Villa  | 116        | 7          |                 | 15              | 1               |                    | -                  | -                  |             | -           | -           | 131    | 8      |
| ago. 2017-2018      | Reading             | FLC                 | 33         | 1          | FACup+CdL       | 3+2             | 0+1             | -                  | -                  | -                  | -           | -           | -           | 38     | 2      |
| 2018-gen. 2019      | Reading             | FLC                 | 26         | 3          | FACup+CdL       | 0+2             | 0+0             |                    | -                  | -                  |             | -           | -           | 28     | 3      |
| Totale Reading      | Totale Reading      | Totale Reading      | 59         | 4          |                 | 7               | 1               |                    | -                  | -                  |             | -           | -           | 66     | 5      |
| gen.-giu. 2019      | Cardiff City        | PL                  | 11         | 0          | FACup+CdL       | -               | -               | -                  | -                  | -                  | -           | -           | -           | 11     | 0      |
| 2019-2020           | Cardiff City        | FLC                 | 41+2       | 1          | FACup+CdL       | 2+0             | 0+0             | -                  | -                  | -                  | -           | -           | -           | 45     | 1      |
| 2020-2021           | Cardiff City        | FLC                 | 42         | 2          | FACup+CdL       | 1+1             | 0+0             | -                  | -                  | -                  | -           | -           | -           | 44     | 2      |
| 2021-2022           | Cardiff City        | FLC                 | 15         | 1          | FACup+CdL       | 0+0             | 0+0             | -                  | -                  | -                  | -           | -           | -           | 15     | 1      |
| Totale Cardiff City | Totale Cardiff City | Totale Cardiff City | 109+2      | 4          |                 | 4               | 0               |                    | -                  | -                  |             | -           | -           | 115    | 4      |
| 2022-2023           | Watford             | FLC                 | 14         | 0          | FACup+CdL       | 1+0             | 0+0             | -                  | -                  | -                  | -           | -           | -           | 15     | 0      |
| 2023-2024           | Groningen           | 1D                  | 33         | 1          | CO              | 5               | 0               | -                  | -                  | -                  | -           | -           | -           | 38     | 1      |
| 2024-2025           | Groningen           | ED                  | 7          | 2          | CO              | 0               | 0               | -                  | -                  | -                  | -           | -           | -           | 7      | 2      |
| Totale Groningen    | Totale Groningen    | Totale Groningen    | 149+8      | 17+2       |                 | 14              | 1               |                    | -                  | -                  |             | -           | -           | 171    | 20     |
| Totale carriera     | Totale carriera     | Totale carriera     | 447+10     | 32+2       |                 | 41              | 3               |                    | -                  | -                  |             | -           | -           | 498    | 37     |

### Cronologia presenze e reti in nazionale
| Cronologia completa delle presenze e delle reti in nazionale ― Curaçao | Cronologia completa delle presenze e delle reti in nazionale ― Curaçao | Cronologia completa delle presenze e delle reti in nazionale ― Curaçao | Cronologia completa delle presenze e delle reti in nazionale ― Curaçao | Cronologia completa delle presenze e delle reti in nazionale ― Curaçao | Cronologia completa delle presenze e delle reti in nazionale ― Curaçao | Cronologia completa delle presenze e delle reti in nazionale ― Curaçao | Cronologia completa delle presenze e delle reti in nazionale ― Curaçao |
| Data                                                                   | Città                                                                  | In casa                                                                | Risultato                                                              | Ospiti                                                                 | Competizione                                                           | Reti                                                                   | Note                                                                   |
| ---------------------------------------------------------------------- | ---------------------------------------------------------------------- | ---------------------------------------------------------------------- | ---------------------------------------------------------------------- | ---------------------------------------------------------------------- | ---------------------------------------------------------------------- | ---------------------------------------------------------------------- | ---------------------------------------------------------------------- |
| 24-3-2016                                                              | Cave Hill                                                              | Barbados                                                               | 1 – 0                                                                  | Curaçao                                                                | Qualificazioni alla Coppa dei Caraibi 2017                             | -                                                                      | 71’                                                                    |
| 27-3-2016                                                              | Willemstad                                                             | Curaçao                                                                | 2 – 1                                                                  | Rep. Dominicana                                                        | Qualificazioni alla Coppa dei Caraibi 2017                             | -                                                                      |                                                                        |
| 1-6-2016                                                               | Willemstad                                                             | Guyana                                                                 | 2 – 5                                                                  | Curaçao                                                                | Qualificazioni alla Coppa dei Caraibi 2017                             | -                                                                      |                                                                        |
| 8-6-2016                                                               | Willemstad                                                             | Curaçao                                                                | 7 – 0                                                                  | Isole Vergini Americane                                                | Qualificazioni alla Coppa dei Caraibi 2017                             | 1                                                                      | 66’                                                                    |
| 6-10-2016                                                              | Willemstad                                                             | Curaçao                                                                | 3 – 0                                                                  | Antigua e Barbuda                                                      | Qualificazioni alla Coppa dei Caraibi 2017                             | 1                                                                      | 45’                                                                    |
| 12-10-2016                                                             | Bayamón                                                                | Porto Rico                                                             | 2 – 4 dts                                                              | Curaçao                                                                | Qualificazioni alla Coppa dei Caraibi 2017                             | 2                                                                      |                                                                        |
| 22-3-2017                                                              | Willemstad                                                             | Curaçao                                                                | 1 – 1                                                                  | El Salvador                                                            | Amichevole                                                             | -                                                                      | 54’                                                                    |
| 13-6-2017                                                              | Montreal                                                               | Canada                                                                 | 2 – 1                                                                  | Curaçao                                                                | Amichevole                                                             | -                                                                      | 76’                                                                    |
| 17-6-2017                                                              | Willemstad                                                             | Curaçao                                                                | 0 – 0                                                                  | Nicaragua                                                              | Amichevole                                                             | -                                                                      | 49’                                                                    |
| 23-6-2017                                                              | Fort-de-France                                                         | Curaçao                                                                | 2 – 1                                                                  | Martinica                                                              | Coppa dei Caraibi 2017 - Semifinale                                    | -                                                                      |                                                                        |
| 26-6-2017                                                              | Fort-de-France                                                         | Giamaica                                                               | 1 – 2                                                                  | Curaçao                                                                | Coppa dei Caraibi 2017 - Finale                                        | -                                                                      | 37’                                                                    |
| 9-7-2017                                                               | San Diego                                                              | Curaçao                                                                | 0 – 2                                                                  | Giamaica                                                               | Gold Cup 2017 - 1º turno                                               | -                                                                      | 72’                                                                    |
| 14-7-2017                                                              | Denver                                                                 | El Salvador                                                            | 2 – 0                                                                  | Curaçao                                                                | Gold Cup 2017 - 1º turno                                               | -                                                                      |                                                                        |
| 17-7-2017                                                              | San Antonio                                                            | Curaçao                                                                | 0 – 2                                                                  | Messico                                                                | Gold Cup 2017 - 1º turno                                               | -                                                                      |                                                                        |
| 10-10-2017                                                             | Doha                                                                   | Qatar                                                                  | 1 – 2                                                                  | Curaçao                                                                | Amichevole                                                             | 1                                                                      | 84’                                                                    |
| 24-3-2018                                                              | Willemstad                                                             | Curaçao                                                                | 1 – 1                                                                  | Bolivia                                                                | Amichevole                                                             | -                                                                      | 28’                                                                    |
| 27-3-2018                                                              | Willemstad                                                             | Curaçao                                                                | 1 – 0                                                                  | Bolivia                                                                | Amichevole                                                             | 1                                                                      | 31’ 90’                                                                |
| 11-9-2018                                                              | Willemstad                                                             | Curaçao                                                                | 10 – 0                                                                 | Grenada                                                                | CONCACAF Nations League 2019-2020 - Qualificazioni                     | 2                                                                      |                                                                        |
| 12-10-2018                                                             | Bradenton                                                              | Isole Vergini Americane                                                | 0 – 5                                                                  | Curaçao                                                                | CONCACAF Nations League 2019-2020 - Qualificazioni                     | 1                                                                      |                                                                        |
| 20-11-2018                                                             | Willemstad                                                             | Curaçao                                                                | 6 – 0                                                                  | Guadalupa                                                              | CONCACAF Nations League 2019-2020 - Qualificazioni                     | -                                                                      | 82’                                                                    |
| 23-3-2019                                                              | North Sound                                                            | Antigua e Barbuda                                                      | 2 – 1                                                                  | Curaçao                                                                | CONCACAF Nations League 2019-2020 - Qualificazioni                     | -                                                                      |                                                                        |
| 5-6-2019                                                               | Buriram                                                                | Curaçao                                                                | 3 – 1                                                                  | India                                                                  | Amichevole                                                             | 1                                                                      | 78’                                                                    |
| 8-6-2019                                                               | Buriram                                                                | Vietnam                                                                | 1 – 1 (5 - 6 dtr)                                                      | Curaçao                                                                | Amichevole                                                             | -                                                                      |                                                                        |
| 18-6-2019                                                              | Kingston                                                               | Curaçao                                                                | 0 – 1                                                                  | El Salvador                                                            | Gold Cup 2019 - 1º Turno                                               | -                                                                      |                                                                        |
| 22-6-2019                                                              | Houston                                                                | Honduras                                                               | 0 – 1                                                                  | Curaçao                                                                | Gold Cup 2019 - 1º Turno                                               | 1                                                                      | 85’                                                                    |
| 26-6-2019                                                              | Los Angeles                                                            | Giamaica                                                               | 1 – 1                                                                  | Curaçao                                                                | Gold Cup 2019 - 1º Turno                                               | -                                                                      |                                                                        |
| 1-7-2019                                                               | Filadelfia                                                             | Stati Uniti                                                            | 1 – 0                                                                  | Curaçao                                                                | Gold Cup 2019 - Quarti di finale                                       | -                                                                      |                                                                        |
| 8-9-2019                                                               | Willemstad                                                             | Curaçao                                                                | 1 – 0                                                                  | Haiti                                                                  | CONCACAF Nations League 2019-2020 - 1º turno                           | -                                                                      | Cap.                                                                   |
| 11-9-2019                                                              | Port-au-Prince                                                         | Haiti                                                                  | 1 – 1                                                                  | Curaçao                                                                | CONCACAF Nations League 2019-2020 - 1º turno                           | -                                                                      | Cap.                                                                   |
| 14-10-2019                                                             | Alajuela                                                               | Costa Rica                                                             | 0 – 0                                                                  | Curaçao                                                                | CONCACAF Nations League 2019-2020 - 1º turno                           | -                                                                      | Cap.                                                                   |
| 15-11-2019                                                             | Willemstad                                                             | Curaçao                                                                | 1 – 2                                                                  | Costa Rica                                                             | CONCACAF Nations League 2019-2020 - 1º turno                           | -                                                                      | Cap.                                                                   |
| 25-3-2021                                                              | Willemstad                                                             | Curaçao                                                                | 5 – 0                                                                  | Saint Vincent e Grenadine                                              | Qual. Mondiali 2022                                                    | -                                                                      | 61’                                                                    |
| 28-3-2021                                                              | Città del Guatemala                                                    | Cuba                                                                   | 1 – 2                                                                  | Curaçao                                                                | Qual. Mondiali 2022                                                    | 1                                                                      |                                                                        |
| 5-6-2021                                                               | Città del Guatemala                                                    | Isole Vergini Britanniche                                              | 0 – 8                                                                  | Curaçao                                                                | Qual. Mondiali 2022                                                    | -                                                                      |                                                                        |
| 9-6-2021                                                               | Willemstad                                                             | Curaçao                                                                | 0 – 0                                                                  | Guatemala                                                              | Qual. Mondiali 2022                                                    | -                                                                      |                                                                        |
| 13-6-2021                                                              | Panama                                                                 | Panama                                                                 | 2 – 1                                                                  | Curaçao                                                                | Qual. Mondiali 2022                                                    | -                                                                      |                                                                        |
| 16-6-2021                                                              | Willemstad                                                             | Curaçao                                                                | 0 – 0                                                                  | Panama                                                                 | Qual. Mondiali 2022                                                    | -                                                                      |                                                                        |
| 6-10-2021                                                              | Manama                                                                 | Bahrein                                                                | 4 – 0                                                                  | Curaçao                                                                | Amichevole                                                             | -                                                                      | Cap.                                                                   |
| 9-10-2021                                                              | Manama                                                                 | Curaçao                                                                | 1 – 2                                                                  | Nuova Zelanda                                                          | Amichevole                                                             | -                                                                      | Cap. 14’                                                               |
| 4-6-2022                                                               | Willemstad                                                             | Curaçao                                                                | 0 – 1                                                                  | Honduras                                                               | CONCACAF Nations League 2022-2023 - 1º turno                           | -                                                                      | 58’                                                                    |
| 7-6-2022                                                               | San Pedro Sula                                                         | Honduras                                                               | 1 – 2                                                                  | Curaçao                                                                | CONCACAF Nations League 2022-2023 - 1º turno                           | 1                                                                      |                                                                        |
| 10-6-2022                                                              | Vancouver                                                              | Canada                                                                 | 4 – 0                                                                  | Curaçao                                                                | CONCACAF Nations League 2022-2023 - 1º turno                           | -                                                                      | 76’                                                                    |
| 24-9-2022                                                              | Bandung                                                                | Indonesia                                                              | 3 – 2                                                                  | Curaçao                                                                | Amichevole                                                             | -                                                                      |                                                                        |
| 27-9-2022                                                              | Bandung                                                                | Indonesia                                                              | 2 – 1                                                                  | Curaçao                                                                | Amichevole                                                             | -                                                                      | 35’                                                                    |
| 26-3-2023                                                              | Willemstad                                                             | Curaçao                                                                | 0 – 2                                                                  | Canada                                                                 | CONCACAF Nations League 2022-2023 - 1º turno                           | -                                                                      | 45’                                                                    |
| 29-3-2023                                                              | Santiago del Estero                                                    | Argentina                                                              | 7 – 0                                                                  | Curaçao                                                                | Amichevole                                                             | -                                                                      | 85’                                                                    |
| 13-6-2023                                                              | Fort Lauderdale                                                        | Curaçao                                                                | 0 – 0                                                                  | Porto Rico                                                             | Amichevole                                                             | -                                                                      | 45’                                                                    |
| 17-6-2023                                                              | Fort Lauderdale                                                        | Curaçao                                                                | 1 – 1 (3 - 4 dtr)                                                      | Saint Kitts e Nevis                                                    | Qual. Gold Cup 2023                                                    | -                                                                      |                                                                        |
| 8-9-2023                                                               | Port of Spain                                                          | Trinidad e Tobago                                                      | 1 – 0                                                                  | Curaçao                                                                | CONCACAF Nations League 2023-2024 - 1º turno                           | -                                                                      |                                                                        |
| 11-9-2023                                                              | Fort-de-France                                                         | Martinica                                                              | 1 – 0                                                                  | Curaçao                                                                | CONCACAF Nations League 2023-2024 - 1º turno                           | -                                                                      | 67’                                                                    |
| 9-6-2024                                                               | Oranjestad                                                             | Aruba                                                                  | 0 – 2                                                                  | Curaçao                                                                | Qual. Mondiali 2026                                                    | -                                                                      |                                                                        |
| 6-9-2024                                                               | Saint George's                                                         | Saint Lucia                                                            | 1 – 0                                                                  | Curaçao                                                                | CONCACAF Nations League 2024-2025                                      | -                                                                      | 90+4’                                                                  |
| 9-9-2024                                                               | Saint George's                                                         | Curaçao                                                                | 1 – 0                                                                  | Sint Maarten                                                           | CONCACAF Nations League 2024-2025                                      | 1                                                                      |                                                                        |
| 11-10-2024                                                             | Gros Islet                                                             | Grenada                                                                | 0 – 0                                                                  | Curaçao                                                                | CONCACAF Nations League 2024-2025                                      | -                                                                      |                                                                        |
| 14-10-2024                                                             | Gros Islet                                                             | Curaçao                                                                | 1 – 0                                                                  | Grenada                                                                | CONCACAF Nations League 2024-2025                                      | -                                                                      |                                                                        |
| 16-11-2024                                                             | Willemstad                                                             | Saint-Martin                                                           | 0 – 5                                                                  | Curaçao                                                                | CONCACAF Nations League 2024-2025                                      | -                                                                      | 79’                                                                    |
| 19-11-2024                                                             | Willemstad                                                             | Curaçao                                                                | 4 – 1                                                                  | Saint Lucia                                                            | CONCACAF Nations League 2024-2025                                      | -                                                                      |                                                                        |
| 19-3-2025                                                              | Belek                                                                  | Curaçao                                                                | 0 – 2                                                                  | Kazakistan                                                             | Amichevole                                                             | -                                                                      |                                                                        |
| 6-6-2025                                                               | Oranjestad                                                             | Curaçao                                                                | 4 – 0                                                                  | Saint Lucia                                                            | Qual. Mondiali 2026                                                    | -                                                                      | Cap.                                                                   |
| 10-6-2025                                                              | Oranjestad                                                             | Haiti                                                                  | 1 – 5                                                                  | Curaçao                                                                | Qual. Mondiali 2026                                                    | -                                                                      | Cap.                                                                   |
| 17-6-2025                                                              | San Jose                                                               | Curaçao                                                                | 0 – 0                                                                  | El Salvador                                                            | Gold Cup 2025 - 1° turno                                               | -                                                                      | Cap. 2’                                                                |
| 21-6-2025                                                              | Houston                                                                | Curaçao                                                                | 1 – 1                                                                  | Canada                                                                 | Gold Cup 2025 - 1° turno                                               | -                                                                      | Cap. 8’ 60’                                                            |
| Totale                                                                 |                                                                        | Presenze                                                               | 62                                                                     |                                                                        | Reti                                                                   | 15                                                                     |                                                                        |